# 比利亚罗亚德尔坎波
比利亚罗亚德尔坎波，是西班牙阿拉贡自治区萨拉戈萨省的一个市镇。 总面积17平方公里，总人口74人（2001年），人口密度4人/平方公里。